# Hoquei sobre gel als Jocs Olímpics d'hivern de 1964
Als Jocs Olímpics d'Hivern de 1964 celebrats a la ciutat d'Innsbruck (Àustria) es disputà una prova d'hoquei sobre gel en categoria masculina.
La competició tingué lloc entre els dies 27 de gener i 9 de febrer de 1964 a l'Olympia Eisstadion. La classificació final del campionat disputat en aquests Jocs Olímpics és vàlida com a 31è Campionat del Món d'hoquei sobre gel i com a 42è Campionat d'Europa d'hoquei sobre gel.

## Comitès participants
Hi participaren un total de 271 jugadors de 16 comitès nacionals diferents:
| - Alemanya (17) - Àustria (17) - Canadà (16) - Estats Units (17) - Finlàndia (17) - Hongria (17) - Itàlia (17) - Iugoslàvia (17) |  | - Japó (17) - Noruega (17) - Polònia (17) - Romania (17) - Suècia (17) - Suïssa (17) - Txecoslovàquia (17) - Unió Soviètica (17) |

## Resum de medalles
| Prova            | Or | Argent | Bronze |
| Hoquei sobre gel | Unió Soviètica Viktor Konovalenko · Boris Zaytsev · Vitaly Davydov · Eduard Ivanov · Aleksandr Ragulin · Viktor Kuzkin · Konstantin Loktev · Aleksandr Almetov · Veniamin Aleksandrov · Yevgeny Mayorov · Vyacheslav Starshinov · Boris Mayorov · Leonid Volkov · Viktor Yakushev · Anatoly Firsov · Oleg Zaytsev · Stanislav Petukhov | Suècia Kjell Svensson · Lennart Häggroth · Gert Blomé · Nicke Johansson · Roland Stoltz · Bert-Ola Nordlander · Nils Nilsson · Ronald Pettersson · Lars-Eric Lundvall · Eilert Määttä · Anders Andersson · Ulf Sterner · Carl-Göran Öberg · Sven Johansson · Uno Öhrlund · Hans Mild · Lennart Johansson | Txecoslovàquia Vladimír Dzurilla · Vladimír Nadrchal · Rudolf Potsch · František Tikal · František Gregor · Stanislav Sventek · Ladislav Šmíd · Vlastimil Bubník · Jaroslav Walter · Miroslav Vlach · Jiří Dolana · Jiří Holík · Josef Černý · Stanislav Prýl · Jozef Golonka · Jaroslav Jiřík · Jan Klapáč |

## Medaller
| Posició | País           | Or | Argent | Bronze | Total |
| 1       | Unió Soviètica | 1  | 0      | 0      | 1     |
| 2       | Suècia         | 0  | 1      | 0      | 1     |
| 3       | Txecoslovàquia | 0  | 0      | 1      | 1     |
|         |                |    |        |        |       |
| Total   | Total          | 1  | 1      | 1      | 3     |

## Restultas

### Fase de qualificació
Els guanyadors dels partits passen al grup A i els perdedors al grup B. El grup A decidirà les posicions primeres.
| 27 de gener | Canadà         | 14-1 (5-1, 6-0, 3-0) | Iugoslàvia |
| 27 de gener | Suïssa         | 5-1 (2-0, 1-0, 2-1)  | Noruega    |
| 28 de gener | Txecoslovàquia | 17-2 (8-0, 3-2, 6-0) | Japó       |
| 28 de gener | Unió Soviètica | 19-1 (8-0, 6-0, 5-1) | Hongria    |
| 28 de gener | Suècia         | 12-2 (4-1, 5-0, 3-1) | Itàlia     |
| 28 de gener | Estats Units   | 7-2 (1-0, 3-1, 3-1)  | Romania    |
| 28 de gener | Alemanya       | 2-1 (0-1, 1-0, 1-0)  | Polònia    |
| 28 de gener | Àustria        | 2-8 (0-3, 1-3, 1-2)  | Finlàndia  |

### Fase final

#### Grup B (9è-16è lloc)
| Equip      | Pts | J | G | E | P | GF | GC |
| ---------- | --- | - | - | - | - | -- | -- |
| Polònia    | 12  | 7 | 6 | 0 | 1 | 40 | 13 |
| Noruega    | 10  | 7 | 5 | 0 | 2 | 40 | 19 |
| Japó       | 9   | 7 | 4 | 1 | 2 | 35 | 31 |
| Romania    | 7   | 7 | 3 | 1 | 3 | 31 | 28 |
| Àustria    | 7   | 7 | 3 | 1 | 3 | 24 | 28 |
| Iugoslàvia | 7   | 7 | 3 | 1 | 3 | 29 | 37 |
| Itàlia     | 4   | 7 | 2 | 0 | 5 | 24 | 42 |
| Hongria    | 0   | 7 | 0 | 0 | 7 | 14 | 39 |

| 30 de gener | Àustria    | 6-2 (2-0, 2-0, 2-2) | Iugoslàvia |
| 30 de gener | Polònia    | 6-1 (2-0, 2-1, 2-0) | Romania    |
| 30 de gener | Itàlia     | 6-4 (1-1, 3-2, 2-1) | Hongria    |
| 30 de gener | Noruega    | 3-4 (2-0, 1-2, 0-2) | Japó       |
| 31 de gener | Polònia    | 4-2 (1-0, 1-2, 2-0) | Noruega    |
| 31 de gener | Japó       | 6-4 (1-1, 0-1, 5-2) | Romania    |
| 1 de febrer | Àustria    | 3-0 (1-0, 0-0, 2-0) | Hongria    |
| 1 de febrer | Itàlia     | 3-5 (3-1, 0-2, 0-2) | Iugoslàvia |
| 2 de febrer | Noruega    | 9-2 (3-2, 3-0, 3-0) | Itàlia     |
| 2 de febrer | Romania    | 5-5 (2-1, 1-3, 2-1) | Iugoslàvia |
| 3 de febrer | Polònia    | 6-2 (3-1, 2-1, 1-0) | Hongria    |
| 3 de febrer | Àustria    | 5-5 (1-3, 1-1, 3-1) | Japó       |
| 4 de febrer | Japó       | 4-6 (1-2, 1-2, 2-2) | Iugoslàvia |
| 5 de febrer | Polònia    | 7-0 (2-0, 3-0, 2-0) | Itàlia     |
| 5 de febrer | Àustria    | 2-5 (1-0, 1-4, 0-1) | Romania    |
| 5 de febrer | Noruega    | 6-1 (3-0, 2-0, 1-1) | Hongria    |
| 6 de febrer | Àustria    | 5-3 (1-1, 1-1, 3-1) | Itàlia     |
| 6 de febrer | Iugoslàvia | 4-2 (2-2, 1-0, 1-0) | Hongria    |
| 6 de febrer | Polònia    | 3-4 (0-0, 1-1, 2-3) | Japó       |
| 6 de febrer | Noruega    | 4-2 (1-0, 1-2, 2-0) | Romania    |
| 8 de febrer | Àustria    | 2-8 (0-2, 1-3, 1-3) | Noruega    |
| 8 de febrer | Polònia    | 9-3 (4-2, 4-1, 1-0) | Iugoslàvia |
| 8 de febrer | Romania    | 6-2 (1-1, 3-0, 2-1) | Itàlia     |
| 8 de febrer | Japó       | 6-2 (1-1, 1-1, 4-0) | Hongria    |
| 9 de febrer | Àustria    | 1-5 (0-2, 0-1, 1-2) | Polònia    |
| 9 de febrer | Romania    | 8-3 (3-2, 3-1, 2-0) | Hongria    |
| 9 de febrer | Noruega    | 8-4 (4-2, 1-2, 3-0) | Iugoslàvia |
| 9 de febrer | Japó       | 6-8 (1-1, 1-3, 4-4) | Itàlia     |

#### Grup A (1r-8è loc)
| Equip          | Pts | J | G | E | P | GF | GC |
| -------------- | --- | - | - | - | - | -- | -- |
| Unió Soviètica | 14  | 7 | 7 | 0 | 0 | 54 | 10 |
| Suècia         | 10  | 7 | 5 | 0 | 2 | 47 | 16 |
| Txecoslovàquia | 10  | 7 | 5 | 0 | 2 | 38 | 19 |
| Canadà         | 10  | 7 | 5 | 0 | 2 | 32 | 17 |
| Estats Units   | 4   | 7 | 2 | 0 | 5 | 29 | 33 |
| Finlàndia      | 4   | 7 | 2 | 0 | 5 | 10 | 31 |
| Alemanya       | 4   | 7 | 2 | 0 | 5 | 13 | 49 |
| Suïssa         | 0   | 7 | 0 | 0 | 7 | 9  | 57 |

| 29 de gener | Unió Soviètica | 5-1 (1-0, 3-0, 1-1)  | Estats Units   |
| 29 de gener | Txecoslovàquia | 11-1 (3-0, 4-0, 4-1) | Alemanya       |
| 29 de gener | Canadà         | 8-0 (1-0, 5-0, 2-0)  | Suïssa         |
| 30 de gener | Finlàndia      | 4-0 (0-0, 3-0, 1-0)  | Suïssa         |
| 30 de gener | Suècia         | 1-3 (0-1, 1-1, 0-1)  | Canadà         |
| 31 de gener | Estats Units   | 8-0 (0-0, 2-0, 6-0)  | Alemanya       |
| 31 de gener | Unió Soviètica | 7-5 (4-0, 1-3, 2-2)  | Txecoslovàquia |
| 1 de febrer | Txecoslovàquia | 4-0 (1-0, 2-0, 1-0)  | Finlàndia      |
| 1 de febrer | Unió Soviètica | 15-0 (7-0, 3-0, 5-0) | Suïssa         |
| 1 de febrer | Suècia         | 7-4 (1-3, 3-0, 3-1)  | Estats Units   |
| 2 de febrer | Canadà         | 4-2 (2-1, 0-0, 2-1)  | Alemanya       |
| 2 de febrer | Suècia         | 7-0 (1-0, 4-0, 2-0)  | Finlàndia      |
| 3 de febrer | Canadà         | 8-6 (1-3, 6-0, 1-3)  | Finlàndia      |
| 4 de febrer | Unió Soviètica | 10-0 (2-0, 4-0, 4-0) | Finlàndia      |
| 4 de febrer | Txecoslovàquia | 5-1 (0-1, 2-0, 3-0)  | Suïssa         |
| 4 de febrer | Suècia         | 10-2 (2-1, 4-1, 4-0) | Alemanya       |
| 5 de febrer | Canadà         | 6-2 (2-1, 3-0, 1-1)  | Finlàndia      |
| 5 de febrer | Unió Soviètica | 10-0 (2-0, 5-0, 3-0) | Alemanya       |
| 5 de febrer | Suècia         | 12-0 (3-0, 5-0, 4-0) | Suïssa         |
| 5 de febrer | Txecoslovàquia | 7-1 (0-0, 2-0, 5-1)  | Estats Units   |
| 7 de febrer | Alemanya       | 6-5 (2-3, 0-1, 4-1)  | Suïssa         |
| 7 de febrer | Estats Units   | 2-3 (0-2, 1-1, 1-0)  | Finlàndia      |
| 7 de febrer | Unió Soviètica | 4-2 (1-1, 1-0, 2-1)  | Suècia         |
| 7 de febrer | Txecoslovàquia | 3-1 (0-0, 0-1, 3-1)  | Canadà         |
| 8 de febrer | Finlàndia      | 1-2 (0-0, 1-1, 0-1)  | Alemanya       |
| 8 de febrer | Estats Units   | 7-3 (3-2, 2-0, 2-1)  | Suïssa         |
| 8 de febrer | Unió Soviètica | 3-2 (0-1, 2-1, 1-0)  | Canadà         |
| 8 de febrer | Suècia         | 8-3 (3-1, 3-1, 2-1)  | Txecoslovàquia |

| 1. Unió Soviètica 2. Suècia 3. Txecoslovàquia 4. Canadà 5. Estats Units 6. Finlàndia 7. Alemanya 8. Suïssa 9. Polònia 10. Noruega 11. Japó 12. Romania 13. Àustria 14. Iugoslàvia 15. Itàlia 16. Hongria | 1. Unió Soviètica 2. Suècia 3. Txecoslovàquia 4. Finlàndia 5. Alemanya 6. Suïssa 7. Polònia 8. Noruega 9. Romania 10. Àustria 11. Iugoslàvia 12. Itàlia 13. Hongria |